# Бета-Тауриды
β-Таури́ды — ежегодный метеорный поток, принадлежащий к классу «дневных». Отделился от основного потока Тауриды несколько тысяч лет назад из-за гравитации планет.
β-Тауриды обычно активны с 5 июня по 18 июля. Они появляются из радианта α = 5h 18', δ = +21.2° и имеют пик активности приблизительно 29 июня (солнечная долгота = 98.3°). Максимальное количество метеоров в час, определённое при помощи радара, обычно достигает 25.
Высказывались предположения, что к потоку принадлежал Тунгусский метеороид.